# Kismarja
Kismarja ist eine ungarische Gemeinde im Kreis Derecske im Komitat Hajdú-Bihar.

## Geografie
Kismarja liegt gut 22 Kilometer südöstlich der Kreisstadt Derecske und grenzt an den rumänischen Kreis Bihor sowie an folgende Gemeinden:
| Esztár  | Pocsaj                                      |                 |
| Hencida | Kompassrose, die auf Nachbargemeinden zeigt | Tămășeu (RO-BH) |
| Bojt    | Nagykereki                                  |                 |

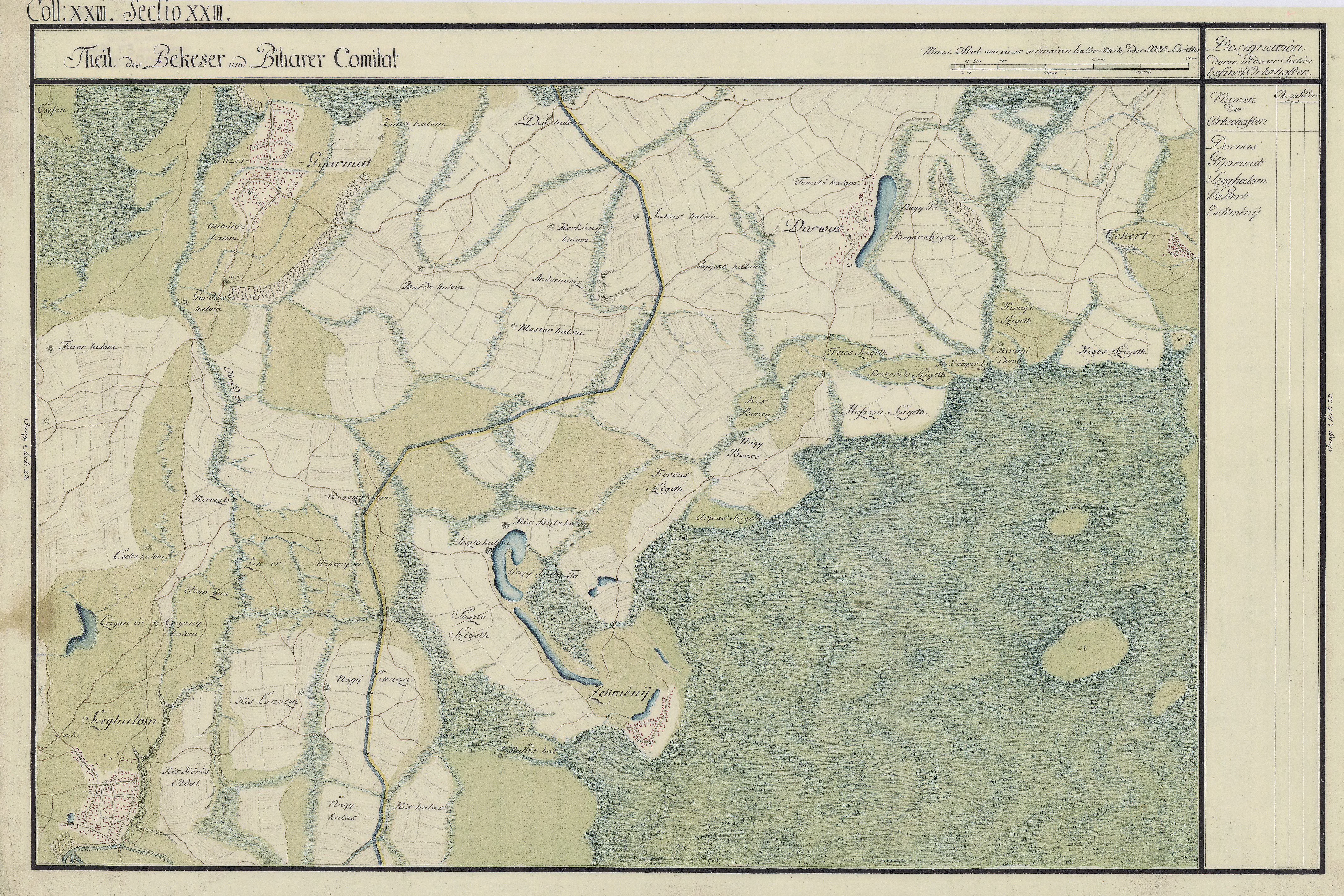
Markt Kis Mária (rechts unten) um 1782 (Aufnahmeblatt der Josephinischen Landesaufnahme)
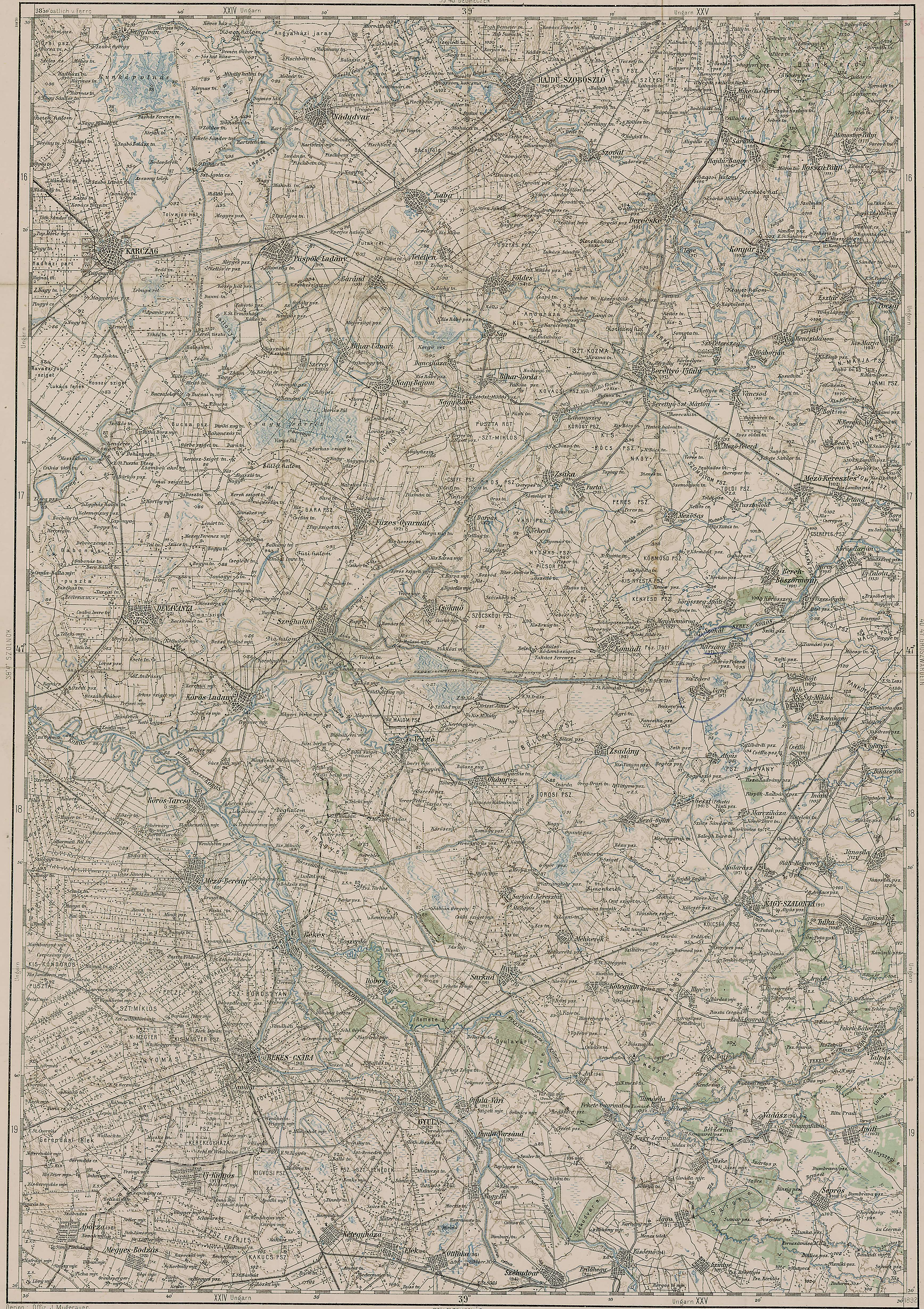
Kis-Marja (N 47° 15'; O 39° 29') um 1892 (Aufnahmeblatt der Franzisco-Josephinischen Landesaufnahme)
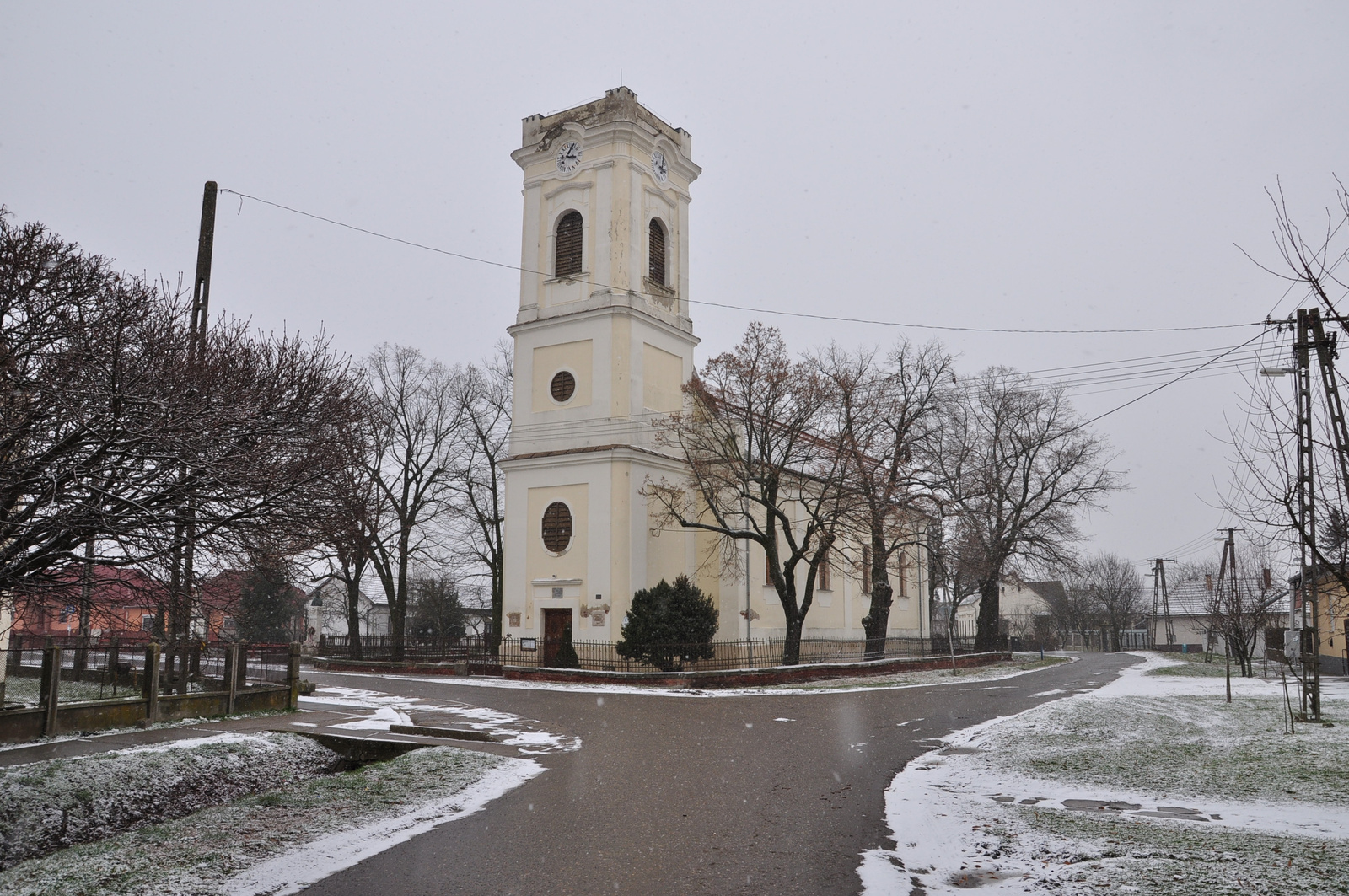
Reformierte Kirche

## Sehenswürdigkeiten
- Reformierte Kirche, erbaut 1804 (Spätbarock)
- Statue von István Bocskai, erschaffen 1911 von András Tóth

## Verkehr
Westlich des Ortes verläuft die Landstraße Nr. 4808. Die Gemeinde ist an die Bahnstrecke Debrecen–Nagykereki angeschlossen.